# Romanesque
Romanesque é o primeiro EP da banda japonesa de rock Buck-Tick, lançado em 21 de março de 1988 pela gravadora Victor Entertainment. Foi lançado em vinil, fita cassete e CD, este com uma faixa bônus.

## Recepção
O EP alcançou a vigésima posição nas paradas da Oricon Singles Chart e vendeu cerca de 40.000 cópias.

## Faixas
Todas as músicas compostas por Imai.
| N.º            | Título           | Letras         | Duração |  |
| 1.             | "Misty Zone"     | Sakurai        | 4:31    |  |
| 2.             | "Romanesque"     | Imai           | 4:12    |  |
| 3.             | "Automatic Blue" | Imai           | 3:09    |  |
| 4.             | "Hearts"         | Sakurai        | 4:54    |  |
| Duração total: | Duração total:   | Duração total: | 16:49   |  |

| Faixa bônus da edição em CD |                                      |         |  |
| N.º                         | Título                               | Duração |  |
| 5.                          | "Romanesque" (Sensual Pleasures Mix) | 5:01    |  |
| Duração total:              | Duração total:                       | 21:49   |  |

## Ficha técnica
- Atsushi Sakurai - vocais principais
- Hisashi Imai - guitarra solo, vocais de apoio
- Hidehiko "Hide" Hoshino - guitarra rítmica, violão, vocais de apoio
- Yutaka "U-ta" Higuchi - baixo
- Toll Yagami - bateria, percussão
- produzido por Buck-Tick

### Músicos adicionais
- Julie Fowell - vocais de apoio em "Romanesque"

### Produção
- Junichi Tanaka e Muraki Takafumi - direção
- Yasuaki "V" Shindoh - engenheiro de som
- Ken Sakaguchi - arte e design gráfico
- Masafumi Sakamoto - fotografia
- Sayuri Watanabe - estilista
- Kazumitsu Higuchi - supervisão